# راسيل بيرمان
راسيل بيرمان (بالإنجليزية: Russell Berman)‏ هو ناقد أدبي وصحفي أمريكي، ولد في 14 مايو 1950.